# Saint-Martin-des-Noyers
Saint-Martin-des-Noyers è un comune francese di 2 520 abitanti situato nel dipartimento della Vandea nella regione dei Paesi della Loira.

## Storia

### Simboli
Lo stemma è stato adottato il 23 dicembre 1987.
Gli elementi nello stemma compongono il nome del comune: la spada e il mantello che ricordano il gesto di san Martino  (Saint Martin), e gli alberi di noce (in francese noyers).

## Società

### Evoluzione demografica
Abitanti censiti